# Ilias Wrazas
Ilias Wrazas (ur. 2 października 1951, zm. 15 maja 2021) – filozof, dr hab. nauk humanistycznych, muzyk, profesor nadzwyczajny Instytutu Studiów Klasycznych, Śródziemnomorskich i Orientalnych Wydziału Filologicznego Uniwersytetu Wrocławskiego.

## Życiorys
W 1983 ukończył studia z zakresu kulturoznawstwa na Uniwersytecie Wrocławskim, 30 czerwca 1988 obronił pracę doktorską, a 29 marca 2011 habilitował się na podstawie pracy zatytułowanej Zbawca Boga. Kuszenie Nikosa Kazantzakisa. Pracował w Instytucie Filologii Słowiańskiej na Wydziale Filologicznym Uniwersytetu Mikołaja Kopernika w Toruniu, oraz na Wydziale Humanistycznym Uniwersytetu Zielonogórskiego, a także w Katedrze Sztuki i Kultury Plastycznej na Wydziale Artystycznym Uniwersytetu Zielonogórskiego.
Został zatrudniony na stanowisku adiunkta w Instytucie Filologii Klasycznej i Kultury Antycznej na Wydziale Filologicznym Uniwersytetu Wrocławskiego.
Piastował funkcję profesora nadzwyczajnego Instytutu Studiów Klasycznych, Śródziemnomorskich i Orientalnych Wydziału Filologicznego Uniwersytetu Wrocławskiego.
Został pochowany na Cmentarzu Osobowickim we Wrocławiu w Alei Zasłużonych.

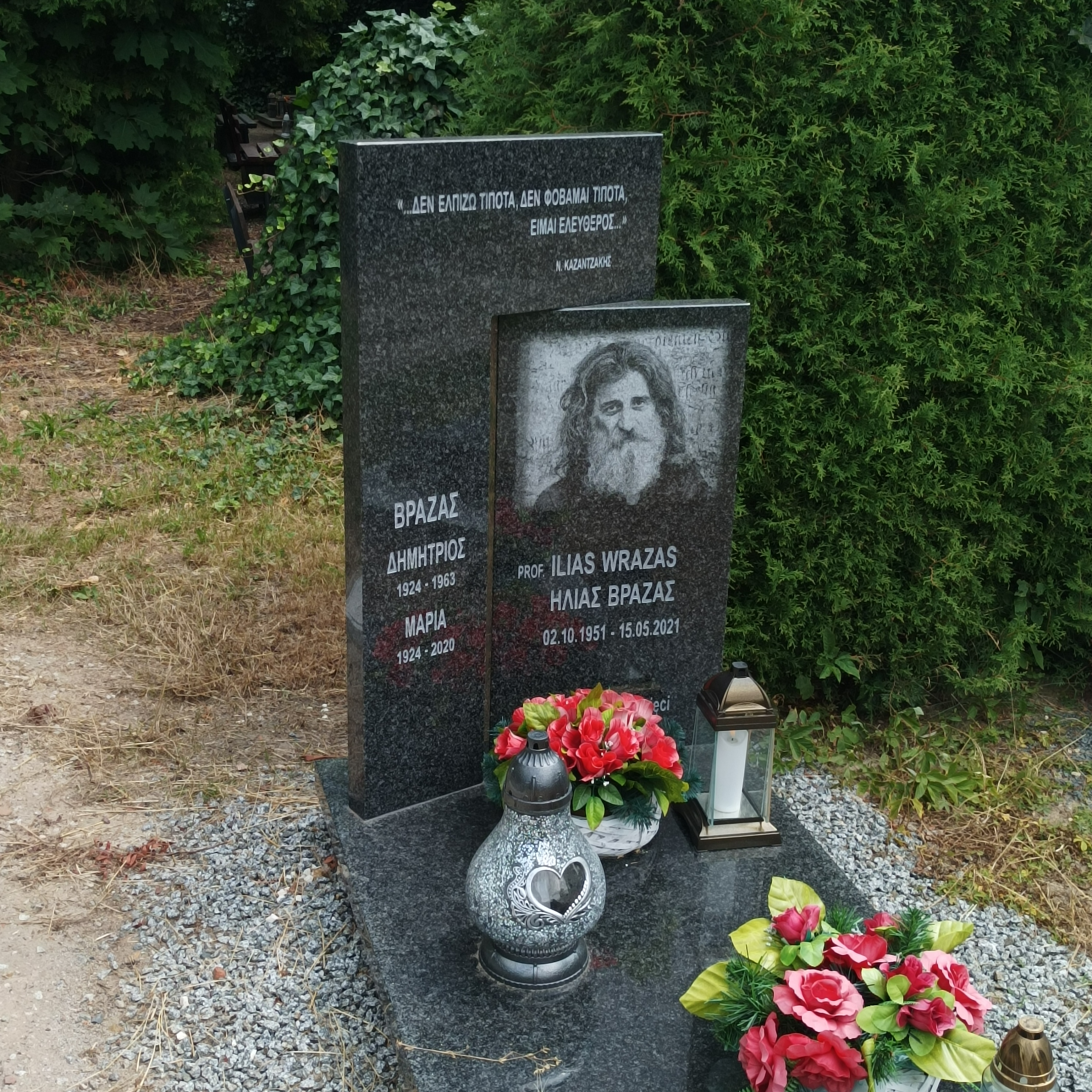
Grób Iliasa Wrazasa na Cmentarzu Osobowickim